# ISO/IEC 42010
ISO/IEC/IEEE 42010 Інженерія систем і програмного забезпечення — Опис архітектури — це міжнародний стандарт для опису архітектури систем і програмного забезпечення.

## Загальна інформація
ISO / IEC / IEEE 42010:2011 визначає вимоги до опису системи, програмного забезпечення та корпоративної архітектури. Він спрямований на стандартизацію практики опису архітектури шляхом визначення стандартних термінів, представлення концептуальної основи для вираження, передачі та перегляду архітектур та визначення вимог, які застосовуються до описів архітектури, архітектурних структур і мов опису архітектури. Слідом за своїм попередником, IEEE 1471, стандарт чітко розрізняє архітектури та описи архітектури.

## Історія
Цей стандарт було розроблено в рамках прискореної міжнародної стандартизації IEEE 1471:2000. Спочатку стандарт був проголосований як ISO/IEC DIS 25961. Згодом він був прийнятий і опублікований як ISO/IEC 42010:2007, який був ідентичний стандарту IEEE 1471:2000.
У 2006 році ISO/IEC JTC1/SC7 WG 42 та IEEE Computer Society розпочали скоординований перегляд цього стандарту з метою: гармонізації з ISO/IEC 12207 та ISO/IEC 15288; узгодження з іншими стандартами архітектури ISO/IEC (наприклад, ISO/IEC 10746 Reference Model Open Distributed Processing); специфікація фреймворків архітектури та мов опису архітектури ; фіксація архітектурних рішень; і відповідність цілісності моделі та представлення. 
У липні 2011 року остаточний проект міжнародного стандарту було проголосовано та схвалено (21-0) організаціями-членами ISO. Відповідна версія IEEE, P42010/D9, була схвалена Радою стандартів IEEE-SA як переглянутого стандарту 31 жовтня 2011 року. ISO/IEC/IEEE 42010:2011 був опублікований ISO 24 листопада 2011 р. 

## Зовнішні посилання
- Веб-сайт ISO/IEC/IEEE 42010
- Структура документації для архітектурних рішень на основі 42010
- Види та далі: підхід SEI до архітектурної документації
- Mega-modeling Architecture Framework (MEGAF) — це інфраструктура для реалізації архітектурних структур, які відповідають визначенню архітектурної структури, наданому в стандарті ISO/IEC/IEEE 42010.